# Rudiger (ballada)

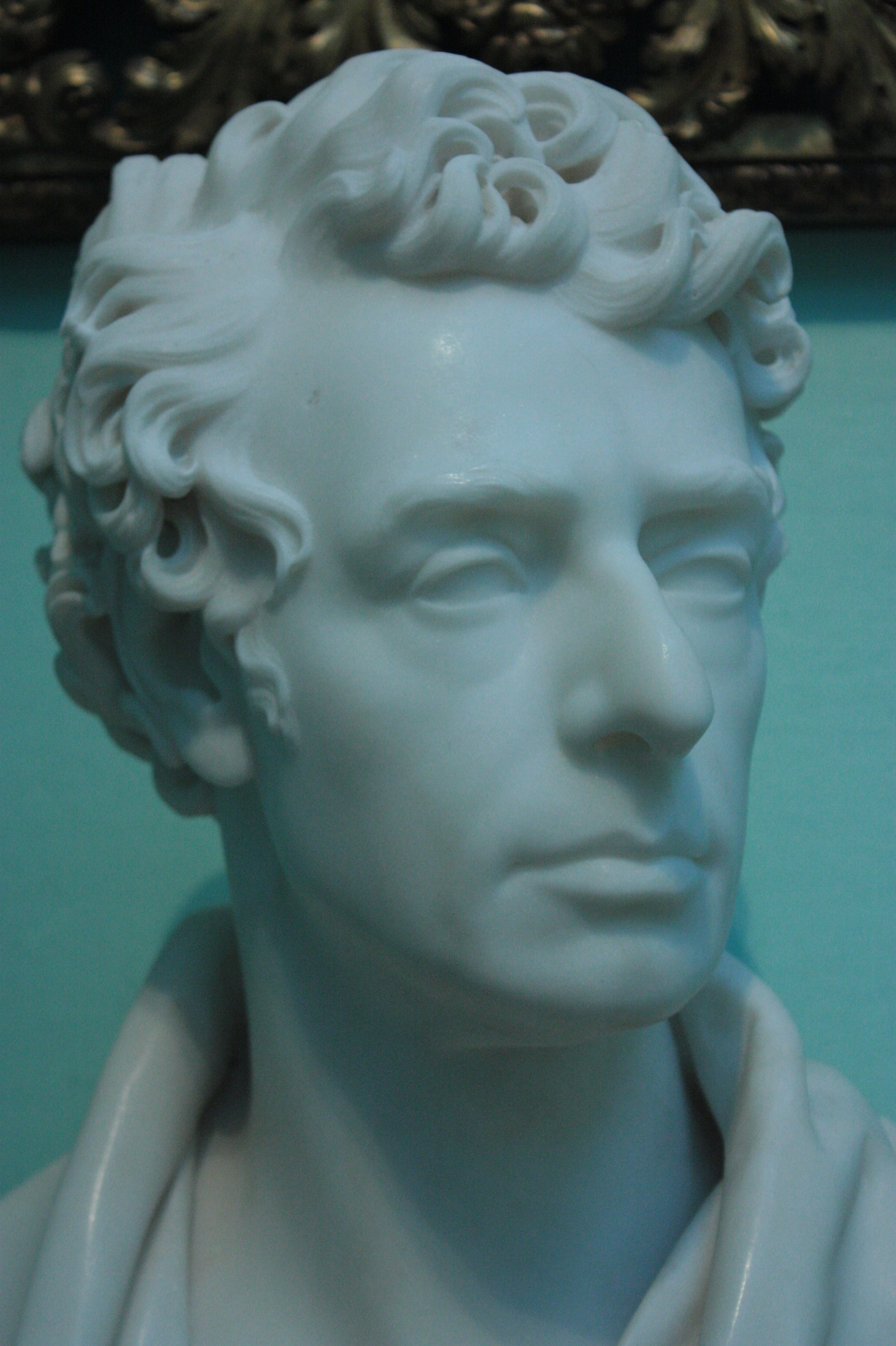
Sir Francis Chantrey, Popiersie Roberta Southeya, 1832 r.

Rudiger – ballada gotycka angielskiego romantycznego poety Roberta Southeya, opublikowania po raz pierwszy w Bristolu, w zbiorze Poems, w 1797 roku.
Utwór opowiada historię o niemieckim rycerzu z Nadrenii, który zawarł pakt z diabłem, żeby uzyskać osobiste szczęście z ukochaną Margaret. Miał w zamian oddać swojego pierworodnego syna. Bóg jednak nie dopuścił do spełnienia straszliwej transakcji. Kiedy kobieta wezwała imienia Jezusa, rycerz wypuścił dziecko z rąk, a dwa potężne ramiona, które się po nie wyciągały, chwyciły go i wciągnęły do otchłani. Utwór jest napisany jambiczną strofą balladową złożoną z wersów czterostopowych i trójstopowych. Raz po raz poeta stosuje wyraziste aliteracje:
So as they stray'd a swan they saw

Sail stately up and strong,

And by a silver chain she drew

A little boat along,
Omawiany utwór przełożył na język rosyjski Wasilij Żukowski. Wersję polską dał Tadeusz Łada-Zabłocki.
Rudigier zadrżał i krzyknął jak wściekły,

Bo już dwie ręce pochopne,

Porwały jego i z trzaskiem powlekły

Na dno pieczary okropne.